# Arthur Rinderknech
Arthur Rinderknech (* 23. července 1995 Gassin) je francouzský profesionální tenista. Ve své dosavadní kariéře na okruhu ATP Tour nevyhrál žádný turnaj. Na challengerech ATP a okruhu ITF získal jedenáct titulů ve dvouhře a pět ve čtyřhře.
Na žebříčku ATP byl ve dvouhře nejvýše klasifikován v říjnu 2022 na 42. místě a ve čtyřhře v listopadu 2021 na 124. místě. Trénuje ho Sébastien Villette.
Ve francouzském daviscupovém týmu debutoval v roce 2021 utkáním finálového turnaje proti Velké Británii, v němž podlehl světové dvanáctce Cameronu Norriemu a po boku Nicolase Mahuta vyhrál čtyřhru. Francouzi odešli poraženi 1:2 na zápasy a ze skupiny nepostoupili. Do listopadu 2022 v soutěži nastoupil ke dvěma mezistátním utkáním s bilancí 1–1 ve dvouhře a 1–0 ve čtyřhře.

## Soukromý život
Narodil se roku 1995 v jihofrancouzském Gassinu do rodiny prezidenta jednoho z pařížských tenisových klubů Pascala Rinderknecha, který figuroval v první padesátce francouzského tenisového žebříčku. Matka Virginie Paquetová hrála profesionálně tenis a vystoupala na 208. příčku světové klasifikace. Její kariéru zastavilo zranění kolena. Také monacký bratranec Benjamin Balleret se stal profesionálním tenistou.
K tenisu jej v šesti letech přivedli rodiče. V letech 2015–2018 hrál univerzitní tenis za tým Aggies na Texas A&M University, kde vystudoval obchod. Univerzitním koučem byla bývalá světová dvanáctka Steve Denton, která se podílela na jeho tenisovém růstu. Mezi francouzskými juniory patřil do první desítky. Po získání vysokoškolského diplomu se v sezóně 2018 stal profesionálem. Za preferovaný úder uvedl forhend a z povrchů tvrdý dvorec.

## Tenisová kariéra
Debut v hlavní soutěži nejvyšší grandslamové kategorie zaznamenal v mužském deblu French Open 2018, do něhož obdržel s krajanem Florianem Lakatem divokou kartu. V úvodním kole podlehli gruzínsko-australskému páru Nikoloz Basilašvili a John Millman. Dvouhru na majorech si poprvé zahrál na French Open 2020, opět po udělení divoké karty. V prvním kole jej vyřadil Slovinec ze šesté světové desítky Aljaž Bedene.
Mimo grandslam na okruhu ATP Tour debutoval březnovým Open 13 Provence 2021 v Marseille, kde prošel z kvalifikace do čtvrtfinále dvouhry. Nejdříve zdolal Michaila Kukuškina a Alejandra Davidoviche Fokinu, než jej zastavil třicátý první hráč žebříčku Ugo Humbert až v tiebreaku rozhodující sady. Mezi poslední osmičkou skončil i na antukovém Lyon Open 2021. Do hlavní soutěže se probojoval jako šťastný poražený z kvalifikace. Ve druhé fázi premiérově porazil člena elitní světové dvacítky, sedmnáctého v pořadí Jannika Sinnera. V dalším utkání jej zdolal Brit Cameron Norrie. Na úvod Wimbledonu 2021 podlehl v pětisetové bitvě Němci Oscaru Ottovi, když o vítězi rozhodl až tiebreak poslední sady hraný za stavu gamů 12–12. Takový typ zkrácené hry byl v All England Clubu využit teprve podruhé, po finále 2019 mezi Fecererem a Djokovićem.
V červenci si zahrál čtvrtfinále na bastadském Nordea Open 2021 a antukovém Swiss Open Gstaad 2021, kde podruhé přehrál člena světové dvacítky, Španěla Roberta Bautistu Aguta. Do semifinále poprvé postoupil na navazujícím Generali Open Kitzbühel 2021, kde startoval jako náhradník. Po výhře nad světovou třiatřicítkou Filipem Krajinovićem mu stopku vystavil čtrnáctý muž žebříčku a pozdější vítěz Casper Ruud. První vítězný zápas na grandslamu dosáhl během US Open 2021, když otočil průběh ze ztráty setů 0–2 proti Srbovi Miomiru Kecmanovići. Poté jej vyřadil španělský teenager Carlos Alcaraz.
První finále na okruhu ATP Tour si zahrál v zářijové čtyřhře Moselle Open 2021, konané v Metách. V páru s Monačanem Hugem Nysem však nezvládli závěrečný duel proti polskému páru Hubert Hurkacz a Jan Zieliński.

## Finále na okruhu ATP Tour
| Legenda                     |
| --------------------------- |
| D – dvouhra; Č – čtyřhra    |
| Grand Slam (0)              |
| Turnaj mistrů (0)           |
| ATP Tour Masters 1000 (0)   |
| ATP Tour 500 (0)            |
| ATP Tour 250 (0–1 D; 0–1 Č) |

### Dvouhra: 1 (0–1)
| Stav      | č. | datum      | turnaj              | povrch | soupeř ve finále   | výsledek                |
| --------- | -- | ---------- | ------------------- | ------ | ------------------ | ----------------------- |
| Finalista | 1. | leden 2022 | Adelaide, Austrálie | tvrdý  | Thanasi Kokkinakis | 7–6(8–6), 6–7(5–7), 3–6 |

### Čtyřhra: 1 (0–1)
| Stav      | č. | datum     | turnaj        | povrch    | spoluhráč | soupeři ve finále            | výsledek |
| --------- | -- | --------- | ------------- | --------- | --------- | ---------------------------- | -------- |
| Finalista | 1. | září 2021 | Mety, Francie | tvrdý (h) | Hugo Nys  | Hubert Hurkacz Jan Zieliński | 5–7, 3–6 |

## Tituly na challengerech ATP a okruhu ITF
| Legenda                |
| ---------------------- |
| Challengery (6 D; 3 Č) |
| ITF (5 D; 2 Č)         |

### Dvouhra (11 titulů)
| Č.  | datum         | turnaj            | povrch    | poražený finalista | výsledek                |
| --- | ------------- | ----------------- | --------- | ------------------ | ----------------------- |
| 1.  | červenec 2018 | Meknes, Maroko    | antuka    | Lamine Ouahab      | 4–6, 7–5, 6–3           |
| 2.  | srpen 2018    | Novi Sad, Srbsko  | antuka    | Ergi Kırkın        | 6–2, 6–4                |
| 3.  | únor 2019     | Monastir, Tunisko | tvrdý     | Petr Nouza         | 6–4, 6–4                |
| 4.  | březen 2019   | Tabarka, Tunisko  | antuka    | Pol Toledo Bagué   | 6–4, 6–2                |
| 5.  | prosinec 2019 | Monastir, Tunisko | tvrdý     | Thomas Laurent     | 6–3, 4–6, 6–3           |
| 6.  | leden 2020    | Rennes, Francie   | tvrdý (h) | James Ward         | 7–5, 6–4                |
| 7.  | březen 2020   | Calgary, Kanada   | tvrdý (h) | Maxime Cressy      | 3–6, 7–6(7–5), 6–4      |
| 8.  | leden 2021    | Istanbul, Turecko | tvrdý (h) | Benjamin Bonzi     | 4–6, 7–6(7–1), 7–6(7–3) |
| 9.  | červen 2022   | Poznaň, Polsko    | antuka    | Tomás Barrios Vera | 6–3, 7–6(7–2)           |
| 10. | červenec 2023 | Zug, Švýcarsko    | antuka    | Joris De Loore     | 3–6, 6–3, 6–4           |
| 11. | únor 2024     | Lille, Francie    | tvrdý (h) | Joris De Loore     | 6–4, 3–6, 7–6(10–8)     |

### Čtyřhra (5 titulů)
| Č. | datum         | turnaj                | povrch    | spoluhráč             | poražení finalisté                             | výsledek           |
| -- | ------------- | --------------------- | --------- | --------------------- | ---------------------------------------------- | ------------------ |
| 1. | červenec 2017 | Arlon, Belgie         | antuka    | Florian Lakat         | Geoffrey Blancaneaux Constant de la Bassetière | 6–1, 4–6, [10–4]   |
| 2. | únor 2019     | Monastir, Tunisko     | tvrdý     | Geoffrey Blancaneaux  | Petr Nouza Marek Gengel                        | 6–1, 6–4           |
| 3. | únor 2020     | Drummondville, Kanada | tvrdý (h) | Manuel Guinard        | Roberto Cid Subervi Gonçalo Oliveira           | 7–6(7–4), 7–6(7–3) |
| 4. | srpen 2020    | Praha, Česko          | antuka    | Pierre-Hugues Herbert | Zdeněk Kolář Lukáš Rosol                       | 6–3, 6–4           |
| 5. | leden 2024    | Quimper, Francie      | tvrdý     | Manuel Guinard        | Anirudh Čandrasekar Vidžaj Sundar Prašant      | 7–6(7–4), 6–3      |